# Magisterstaten
Magisterstaten er en blå bog udgivet af Dansk Magisterforening og Gymnasieskolernes Lærerforening.
Den svarer til Kraks Blå Bog, men den omfatter kun magistre, det latinske ord for lærere, men i nutidig betydning menes akademisk uddannede lærere (dvs. universitetsuddannede): mag.art., mag.scient., cand.mag., cand.scient., cand.art.
Biografier markeret med † er over personer, der er døde siden sidste udgave. Biografier markeret med * er korte biografier, hvor den biograferede ikke har returneret det tilsendte oplysningsskema.
Magisterstaten er udgivet 1951, 1962, 1963, 1967, tillæg 1970, 1974, men er ikke fulgt op siden. Tage Kaarsted var en af drivkræfterne bag udgivelsen.

## Eksempler på optagne personer
- Ellen Raae